# Wappen der Turks- und Caicosinseln
Das Wappen der Turks- und Caicosinseln wurde 1965 offiziell angenommen.
Der goldene Schild zeigt drei  (2; 1) Gemeine Figuren: eine rosagefärbte Flügelschnecke,  einen roten Hummer und den Kaktus Melocactus intortus. Über dem Schild findet sich ein nach rechts gedrehter Krötenkopfhelm mit blau-goldenen Helmdecken, außerdem auf einer blau-goldenen Helmwulst ein rotschnäbliger und -füßiger Pelikan zwischen zwei grünen Sisal-Agaven auf grünem Nest. Schildhalter sind zwei rosagefärbte Flamingos.
Der Wappenschild ist Teil der Flaggen der Turks- und Caicosinseln.

Flagge der Turks- und Caicosinseln
Handelsflagge der Turks- und Caicosinseln
Union Jack des Gouverneurs der Turks- und Caicosinseln